# メキシコ国立図書館
メキシコ国立図書館（メキシコこくりつとしょかん、スペイン語: Biblioteca Nacional de México、略称BNM）は、メキシコシティにある図書館で、メキシコ国立自治大学のメインキャンパスである大学都市内に位置している。1867年11月30日に設立された。
国立図書館として納本制度を採用しているほか、メキシコについて書かれた外国の書物の収集にも努めている。125万冊の書物・地図・記録を所蔵し、メキシコのみならずラテンアメリカ最大の図書館のひとつである。
新聞ほかの定期刊行物は国立図書館の隣にあるメキシコ国立新聞図書館(Hemeroteca Nacional de México)に集められている。

## 歴史
メキシコ国立自治大学の前身にあたる王立兼教皇庁立メキシコ大学の蔵書が、同大学の解体後に国立図書館の最初の基本的な蔵書を形成した。国立図書館を設立する政令は1833年10月26日に出され、1846年と1857年の政令は図書館の収録対象と機能を明確化するものだった:7-25。
1867年11月30日のベニート・フアレスの大統領令によって国立図書館が成立した:31。同法令によって、図書館はメキシコシティ歴史地区にある旧サン・アグスティン聖堂 (es:Antiguo Templo de San Agustín) の建物に置かれることになった:32。1884年にようやく一般に公開された:45。
1914年、国立図書館はメキシコ国立大学の関連機関になった。1929年に大学が自治を獲得すると、図書館は公共教育省の手を離れて大学の一部になった。1936年の大統領令ですべての出版社が書物・新聞・雑誌を2部納本することが義務づけられた。1944年に新聞・雑誌が別にされて新聞図書館が成立した。1967年には国立図書館の管理を容易にするための書誌研究所(Instituto de Investigaciones Bibliográficas, IIB)が設立された。
1979年、国立図書館が現在のメキシコ国立自治大学のキャンパスに移されたが、貴重書コレクションはサン・アグスティン聖堂内の特別室に残された。聖堂の建物は1985年の地震の被害を受けたため、現在の国立図書館の建物に新たに別館を追加することが決定された。別館は1993年に開館した。

## 業務
国立図書館のサービスの多くは一般に開放されている。書物およびCD-ROMの検索室、地図・教育用素材・録音および録画・盲人用資料の専用の部屋がある。これらの部屋の資料の大部分は図書館内の機器を使用して低価格で部分的に複製できる。
国立図書館はほかに書物のカタログ化と保存のサービスを行っている。ガイドつきの施設のツアーを要求することができる。

### 貴重書コレクション
貴重書コレクション(Fondo Reservado)は図書館の所有する最も価値の高い書物を所蔵している。約20万冊を所蔵し、利用者は研究者に限られる。コレクションは4つの部門に分かれている。
1. 稀覯書および価値の高い書物。1498年版ダンテ『神曲』を含む約170冊のインキュナブラが含まれる[2]。またメキシコで最初に出版された書物も所蔵し、そのうちで最も古いものはアロンソ・デ・ラ・ベラクルス (es:Alonso de la Vera Cruz) による『Recognitio summularum』および『Dialectica resolutio』（ともに1554年）である[2]。ラフラガ・コレクションには1576年から1924年までのメキシコの社会経済史の資料が含まれる。
2. 古文書・写本・画像。
3. 原書コレクション(Fondo de Origen)。ヨーロッパで1501年から1821年までの間に印刷された約95000冊の資料から構成される[2]。
4. 特殊コレクション。個人の蔵書や私的な図書館から寄贈ないし購入されたもの。特筆すべきものにマリオ・コリン・サンチェス、マリア・アスンソロ、アンヘル・ポーラ、ガビノ・バレダ (Gabino Barreda) らのものがある[2]。